# ببغاء التين
ببغاوات التين (Cyclopsittini) هي قبيلة ببغاوات صغيرة تحوي جنسان فقط، هما Cyclopsitta وPsittaculirostris، وهي لا توجد سوى في إندونيسيا، وپاپوا غينيا الجديدة، وإستراليا الإستوائية. يتراوح طول ببغاء التين مزدوج العينان بين 13 و16 سنتيمترًا، فهو بهذا أصغر ببغاوات أستراليا حجمًا.

## التصنيف العلمي
- جنس ببغاوات التين المُنظرة (Cyclopsitta)
  - ببغاء التين برتقالي الصدر (Cyclopsitta gulielmitertii)
  - ببغاء التين مزدوج العينان (Cyclopsitta diophthalma)
- جنس ببغاوات التين اللوريّة (Psittaculirostris)
  - ببغاء التين الكبير (Psittaculirostris desmarestii)
  - ببغاء التين قرمزي الوجنة (Psittaculirostris edwardsii)
  - ببغاء التين لسلڤادوري (Psittaculirostris salvadorii)

## الغذاء
كما يوحي اسم هذه الطيور، فإن حميتها تتكون بشكل رئيسي من أنواع مختلفة من التين الذي ينمو في موطنها الطبيعي. كذلك فهي تقتات على أنواع عديدة أخرى من الفاكهة، وتمتص رحيق الأزهار ونسغ الأشجار.